# Neomorphus rufipennis
El cuco hormiguero alirrufo (Neomorphus rufipennis), también denominado cuco terrestre alirrufo, váquiro de cabeza azul y pájaro váquiro, es una especie de ave cuculiforme de la familia Cuculidae que vive en Sudamérica.

## Descripción
Mide 50 cm de largo, por lo que es, junto a otros miembros del género Neomorphus, uno de los cucos de mayor tamaño de Sudamérica.

## Distribución y hábitat
Se encuentra en las selvas húmedas primarias de Brasil, Guyana, Venezuela y Colombia.